# Diópsido
Diópsido es un mineral del grupo VIII (silicatos) según la clasificación de Strunz. Es un piroxeno monoclínico de fórmula MgCaSi2O6.  Posee una serie de solución completa con la hedenbergita (FeCaSi2O6) y la augita, y soluciones sólidas parciales con el ortopiroxeno y la pigeonita.  Forma cristales de coloraciones variables, aunque típicamente son de color verde opaco en la clase prismática monoclinica. Posee dos clivajes prismáticos distintivos en 87 y 93° típicos de las series del piroxeno. Su  dureza Mohs es seis, y su dureza Vickers es 7.7 GPa bajo una carga de 0.98 N, y una gravedad especifica de 3.25 a 3.55. Es entre transparente y translúcido con un índice de refracción  nα=1.663–1.699, nβ=1.671–1.705, y nγ=1.693–1.728. Su ángulo óptico es entre 58° y 63°.
El diópsido se encuentra en rocas ígneas ultramáficas (kimberlita y peridotita), y la augita rica en diópsido es común en rocas máficas, tales como basalto olivino y andesita. El diópsido también se encuentra en un conjunto de rocas metamórficas, tales como en contacto con skarns metamórficos desarrollados a partir de dolomita con un alto contenido de silicio. Es un mineral abundante en el manto terrestre y es común en xenolitos  de peridotita de erupciones en kimberlita y basalto alkali.
Fue descrito por primera vez por el mineralogista brasileño José Bonifácio en 1800, pero bajo el nombre Coccolit. Como localidades que dio a las minas de hierro de Hellesta y Åssebro en la provincia sueca de Södermanland. Más tarde, sin embargo, se pudo probar que el mineral de Andradas era idéntico al descrito en 1806 por René Just Haüy  y el nombre Coccolit fue abandonado. Fue nombrado por Haüy a partir del griego  διζ, 'dos' y  οψτζ  'apariencia',  debido a las dos direcciones posibles de la zona prismática.